# Belœil—Chambly
Circonscription électorale fédérale du Canada
Belœil—Chambly est une circonscription électorale fédérale canadienne située au Québec et créée lors du redécoupage de la carte électorale du Canada de 2013. Elle est constituée de la plus grande partie de la circonscription précédente de Chambly—Borduas, de laquelle ont été enlevées les municipalités de Saint-Mathieu-de-Belœil (transférée dans Pierre-Boucher—Les Patriotes—Verchères) et de Saint-Basile-le-Grand (transférée dans Montarville).

## Géographie
Le territoire de la circonscription comprend :
- Partie de la municipalité régionale de comté de Rouville constituée des villes de Marieville et de Richelieu, ainsi que de la municipalité de Saint-Mathias-sur-Richelieu.
- Partie de la municipalité régionale de comté de La Vallée-du-Richelieu constituée des villes de Belœil, de Carignan, de Chambly, de Mont-Saint-Hilaire et d’Otterburn Park, de même que des municipalités de McMasterville et de Saint-Jean-Baptiste.

Les circonscriptions limitrophes sont Montarville, Longueuil—Charles-LeMoyne, Brossard—Saint-Lambert, Saint-Jean, Shefford, Saint-Hyacinthe—Bagot et Pierre-Boucher—Les Patriotes—Verchères.

## Députés

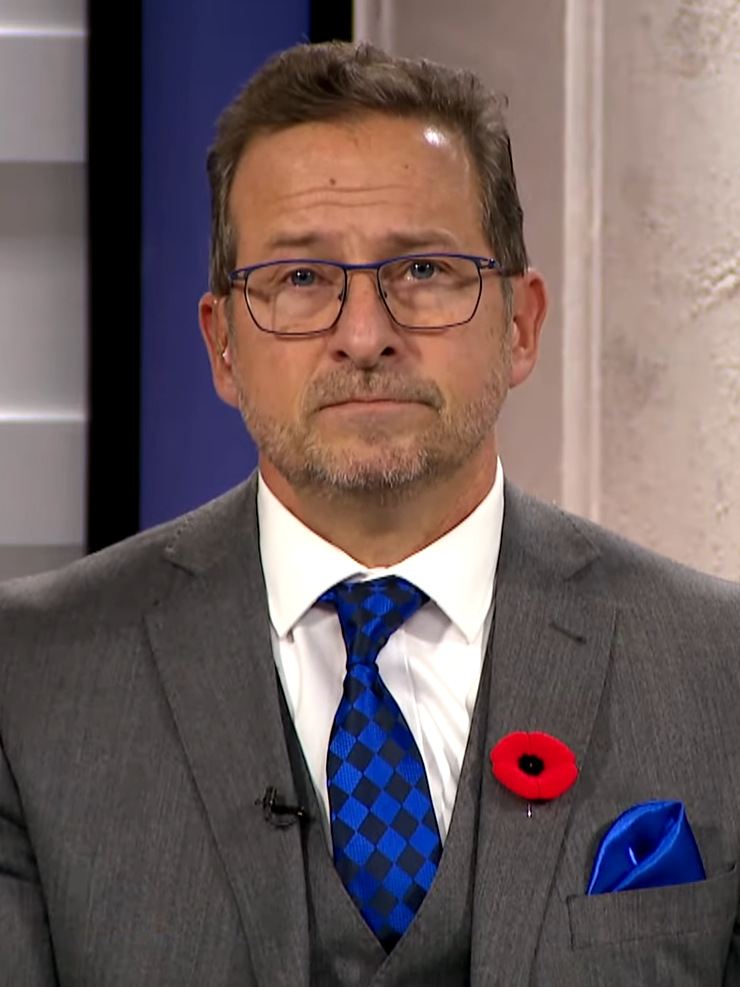
Yves-François Blanchet est le député de Beloeil-Chambly depuis 2019.

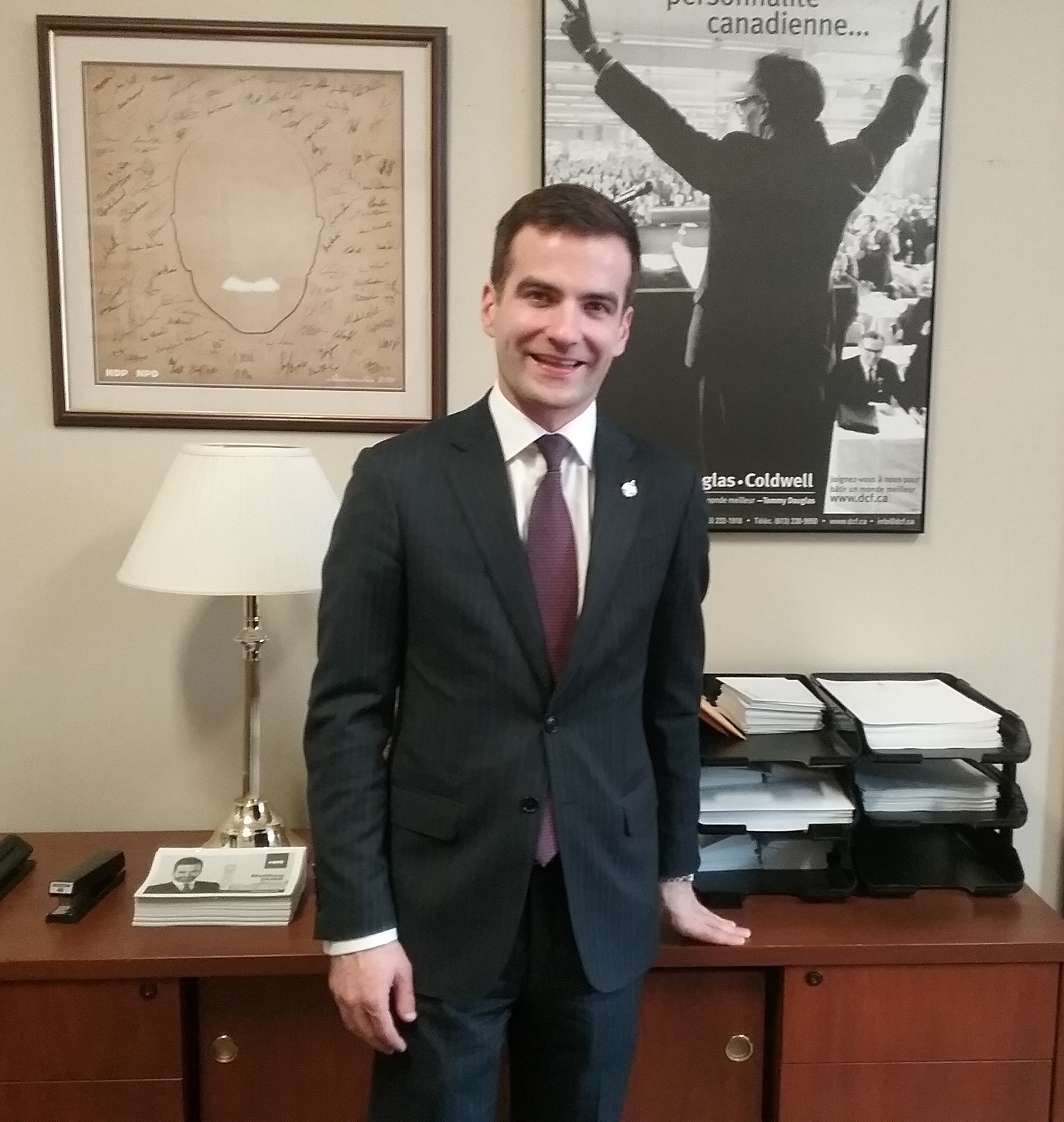
Matthew Dubé est député de Beloeil-Chambly de 2015 à 2019.

| Législature                              | Années          | Député                 | Parti | Parti          |
| ---------------------------------------- | --------------- | ---------------------- | ----- | -------------- |
| Beloeil—Chambly issue de Chambly—Borduas |                 |                        |       |                |
| 42e                                      | 2015 – 2019     | Matthew Dubé           |       | Néo-démocrate  |
| 43e                                      | 2019 – 2021     | Yves-François Blanchet |       | Bloc québécois |
| 44e                                      | 2021 – 2025     | Yves-François Blanchet |       | Bloc québécois |
| 45e                                      | 2025 – en cours | Yves-François Blanchet |       | Bloc québécois |